# Тараканово (Марий Эл)
Тараканово (мар. Юлтышки) — деревня в Сернурском районе Республики Марий Эл. Входит в состав Зашижемского сельского поселения.

## География
Находится в восточной части республики Марий Эл на расстоянии приблизительно 23 км по прямой на восток от районного центра посёлка Сернур.

## История
В 1822 году здесь появились первые русские поселенцы. Первоначально селение формировалось как починок. Примерно с 1869 года починок стал называться Юлтышки. В 1926 году в деревне Тараканово числилось 67 дворов. В 1930-е годы проживали 348 человек, в 1975 году в 50 домах проживали 250 человек. В 1978 году закрыли первую молочнотоварную ферму, в 1982 году — вторую. В 1988 году в 30 дворах насчитывалось 139 человек, в том числе 65 трудоспособных. Имелись тогда магазин и клуб. В 2005 году осталось 35 домов. В советское время работал колхоз имени Ленина.

## Население
Население составляло 100 человек (мари 87 %) в 2002 году, 107 в 2010.